# Ліндон (Канзас)
Ліндон (англ. Lyndon) — місто (англ. city) в США, в окрузі Осейдж штату Канзас. Населення — 1037 осіб (2020).

## Географія
Ліндон розташований за координатами 38°36′41″ пн. ш. 95°41′5″ зх. д. / 38.61139° пн. ш. 95.68472° зх. д. (38.611503, -95.684625).  За даними Бюро перепису населення США в 2010 році місто мало площу 2,15 км², уся площа — суходіл. В 2017 році площа становила 2,31 км², уся площа — суходіл.

## Демографія
Згідно з переписом 2010 року, у місті мешкали 1052 особи в 422 домогосподарствах у складі 285 родин. Густота населення становила 490 осіб/км².  Було 464 помешкання (216/км²).
Расовий склад населення:
| - 97,5 % — білих - 0,7 % — корінних американців - 0,4 % — чорних або афроамериканців - 0,1 % — азіатів |

До двох чи більше рас належало 1,3 %. Частка іспаномовних становила 1,0 % від усіх жителів.
За віковим діапазоном населення розподілялося таким чином: 28,0 % — особи молодші 18 років, 58,1 % — особи у віці 18—64 років, 13,9 % — особи у віці 65 років та старші. Медіана віку мешканця становила 36,8 року. На 100 осіб жіночої статі у місті припадало 103,5 чоловіків;  на 100 жінок у віці від 18 років та старших — 97,1 чоловіків також старших 18 років.
Середній дохід на одне домашнє господарство  становив 61 321 долар США (медіана — 56 477), а середній дохід на одну сім'ю — 70 387 доларів (медіана — 64 464). За межею бідності перебувало 7,4 % осіб, у тому числі 1,4 % дітей у віці до 18 років та 5,8 % осіб у віці 65 років та старших.
Цивільне працевлаштоване населення становило 501 осіб. Основні галузі зайнятості: освіта, охорона здоров'я та соціальна допомога — 33,7 %, фінанси, страхування та нерухомість — 11,0 %, мистецтво, розваги та відпочинок — 9,2 %, роздрібна торгівля — 8,6 %.